# Athemistus tricolor
Athemistus tricolor là một loài bọ cánh cứng trong họ Cerambycidae.